# بخش مدیسون (شهرستان پیک وی، اوهایو)
بخش مدیسون (به انگلیسی: Madison Township) یک منطقهٔ مسکونی در ایالات متحده آمریکا است که در شهرستان پیکوای، اوهایو واقع شده‌است.
 بخش مدیسون ۶۳٫۵ کیلومتر مربع مساحت و ۱٬۴۶۱ نفر جمعیت دارد و ۲۲۹ متر بالاتر از سطح دریا واقع شده‌است.